# Papua-Nowa Gwinea na Letnich Igrzyskach Olimpijskich 1988
Papuę-Nową Gwineę na Letnich Igrzyskach Olimpijskich 1988 reprezentowało 11 zawodników. Był to 3. start reprezentacji Papui-Nowej Gwinei na letnich igrzyskach olimpijskich.

## Skład kadry

### Boks
Mężczyźni
| Zawodnik          | Konkurencja          | 1/32 finału            | 1/16 finału          | 1/8 finału       | Ćwierćfinały     | Półfinał         | Finał            | Pozycja  |
| Zawodnik          | Konkurencja          | Przeciwnik Wynik       | Przeciwnik Wynik     | Przeciwnik Wynik | Przeciwnik Wynik | Przeciwnik Wynik | Przeciwnik Wynik | Pozycja  |
| ----------------- | -------------------- | ---------------------- | -------------------- | ---------------- | ---------------- | ---------------- | ---------------- | -------- |
| Washington Banian | waga papierowa       | BYE                    | Scotty Olson Porażka | NQ               | NQ               | NQ               | NQ               | 17.- 31. |
| Jonas Bade        | waga lekkopółśrednia | Anoumou Aguiar Porażka | NQ                   | NQ               | NQ               | NQ               | NQ               | 32.- 45. |

### Lekkoatletyka
Mężczyźni
| Zawodnik     | Konkurencja          | Eliminacje | Eliminacje | Ćwierćfinały | Ćwierćfinały | Półfinały | Półfinały | Finał   | Finał   |
| Zawodnik     | Konkurencja          | Czas       | Pozycja    | Czas         | Pozycja      | Czas      | Pozycja   | Czas    | Pozycja |
| ------------ | -------------------- | ---------- | ---------- | ------------ | ------------ | --------- | --------- | ------- | ------- |
| John Hou     | Bieg na 100 metrów   | 10.96      | 7.         | NQ           | NQ           | NQ        | NQ        | NQ      | NQ      |
| Takale Tuna  | Bieg na 200 metrów   | 21.95      | 7.         | NQ           | NQ           | NQ        | NQ        | NQ      | NQ      |
| Takale Tuna  | Bieg na 400 metrów   | 47.87      | 3.         | 47.48        | 8.           | NQ        | NQ        | NQ      | NQ      |
| John Siguria | Bieg na 800 metrów   | 1:56.12    | 8.         | NQ           | NQ           | NQ        | NQ        | NQ      | NQ      |
| John Siguria | Bieg na 1500 metrów  | 4:07.04    | 15.        | —            | —            | NQ        | NQ        | NQ      | NQ      |
| Aaron Dupnai | Bieg na 10000 metrów | 32:50.63   | 20.        | —            | —            | —         | —         | NQ      | NQ      |
| Aaron Dupnai | Maraton              | —          | —          | —            | —            | —         | —         | 2:41:47 | 75.     |

#### Kobiety
| Zawodniczka | Konkurencja    | Eliminacje | Eliminacje | Finał | Finał   |
| Zawodniczka | Konkurencja    | Czas       | Pozycja    | Czas  | Pozycja |
| ----------- | -------------- | ---------- | ---------- | ----- | ------- |
| Poloni Avek | Bieg na 1500 m | 4:46.49    | 14.        | NQ    | NQ      |
| Poloni Avek | Bieg na 3000 m | DNF        | DNF        | NQ    | NQ      |

| Zawodnik        | Konkurencja |          | 100 m przez płotki | Skok wzwyż | Pchnięcie kulą | 200 m   | Skok w dal | Rzut oszczepem | 800 m   | Suma     | Pozycja |
| --------------- | ----------- | -------- | ------------------ | ---------- | -------------- | ------- | ---------- | -------------- | ------- | -------- | ------- |
| Iammogapi Launa | Siedmiobój  | Rezultat | 16.42              | 1,50 m     | 11,78 m        | 26.16   | 4,88 m     | 46,38 m        | 2:43.43 | 4566 pkt | 25.     |
| Iammogapi Launa | Siedmiobój  | Punkty   | 664 pkt            | 621 pkt    | 647 pkt        | 783 pkt | 527 pkt    | 790 pkt        | 534 pkt | 4566 pkt | 25.     |

### Podnoszenie ciężarów
Mężczyźni
| Zawodnik      | Konkurencja  | Rwanie | Rwanie  | Podrzut | Podrzut | Suma   | Suma    |
| Zawodnik      | Konkurencja  | Wynik  | Pozycja | Wynik   | Pozycja | Wynik  | Pozycja |
| ------------- | ------------ | ------ | ------- | ------- | ------- | ------ | ------- |
| Pinye Malaibi | waga lekka   | 105 kg | 20.     | 125 kg  | 19.     | 230 kg | 19.     |
| Roger Token   | waga średnia | 110 kg | 21.     | 145 kg  | 20.     | 255 kg | 20.     |

### Żeglarstwo
Mężczyźni
| Zawodnik    | Konkurencja |          | Wyścig       | Wyścig | Wyścig | Wyścig                      | Wyścig                      | Wyścig       | Wyścig                  | Wynik końcowy |
| Zawodnik    | Konkurencja | 1        | 2            | 3      | 4      | 5                           | 6                           | 7            |                         | Wynik końcowy |
| ----------- | ----------- | -------- | ------------ | ------ | ------ | --------------------------- | --------------------------- | ------------ | ----------------------- | ------------- |
| Graham Numa | Windsurfing | Rezultat | 52 pkt (DNF) | 45 pkt | 48 pkt | 52 pkt (Przedwczesny start) | 52 pkt (Przedwczesny start) | 52 pkt (DNF) | 52 pkt(Nie wystartował) | 301 pkt       |
| Graham Numa | Windsurfing | Pozycja  | —            | 39.    | 42.    | —                           | —                           | —            | —                       | 44.           |